# Karl von Thielen

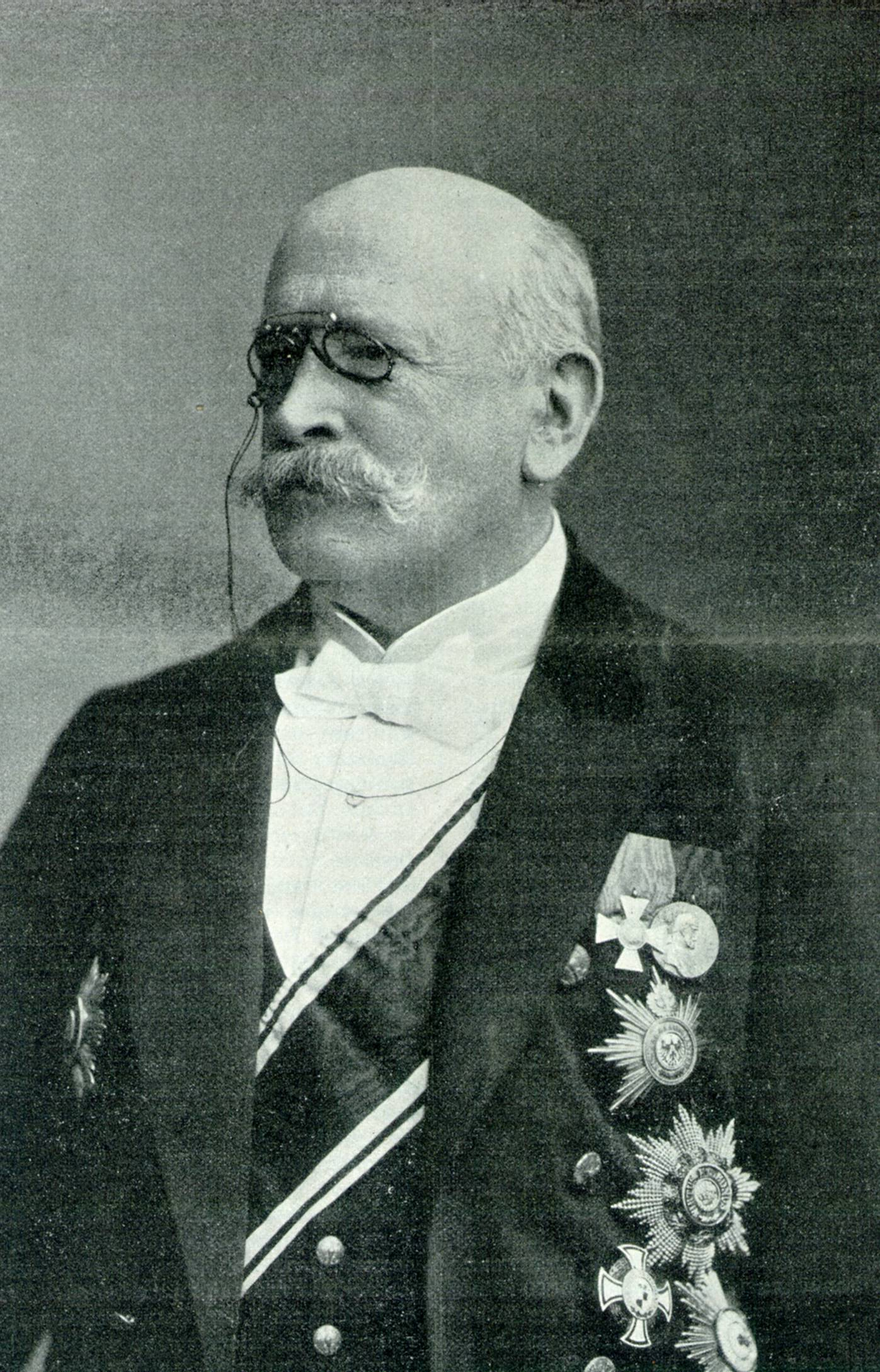
Karl von Thielen

Karl (Carl) Hermann Peter Thielen, ab 1900 von Thielen (* 30. Januar 1832 in Wesel; † 10. Januar 1906 in Berlin) war ein deutscher Verwaltungsjurist und preußischer Ministerialbeamter.

## Herkunft und Familie
Thielen war Sohn des Feldpropstes Peter Thielen und dessen erster Ehefrau, Anna Friederike Auguste geb. Engels. Er heiratete am 24. September 1861 in Arnsberg Friederike von Spankeren (* 8. September 1836; † 21. November 1894 in Berlin), die Tochter des dortigen Regierungspräsidenten Friedrich von Spankeren. Ihre Tochter Emma Thielen (1862–1931) war in erster Ehe mit dem Landrat des Kreises Gummersbach Richard Haldy und in zweiter Ehe mit dem Präsidenten des Landesfinanzamts Köln Georg Porcher verheiratet.

## Leben

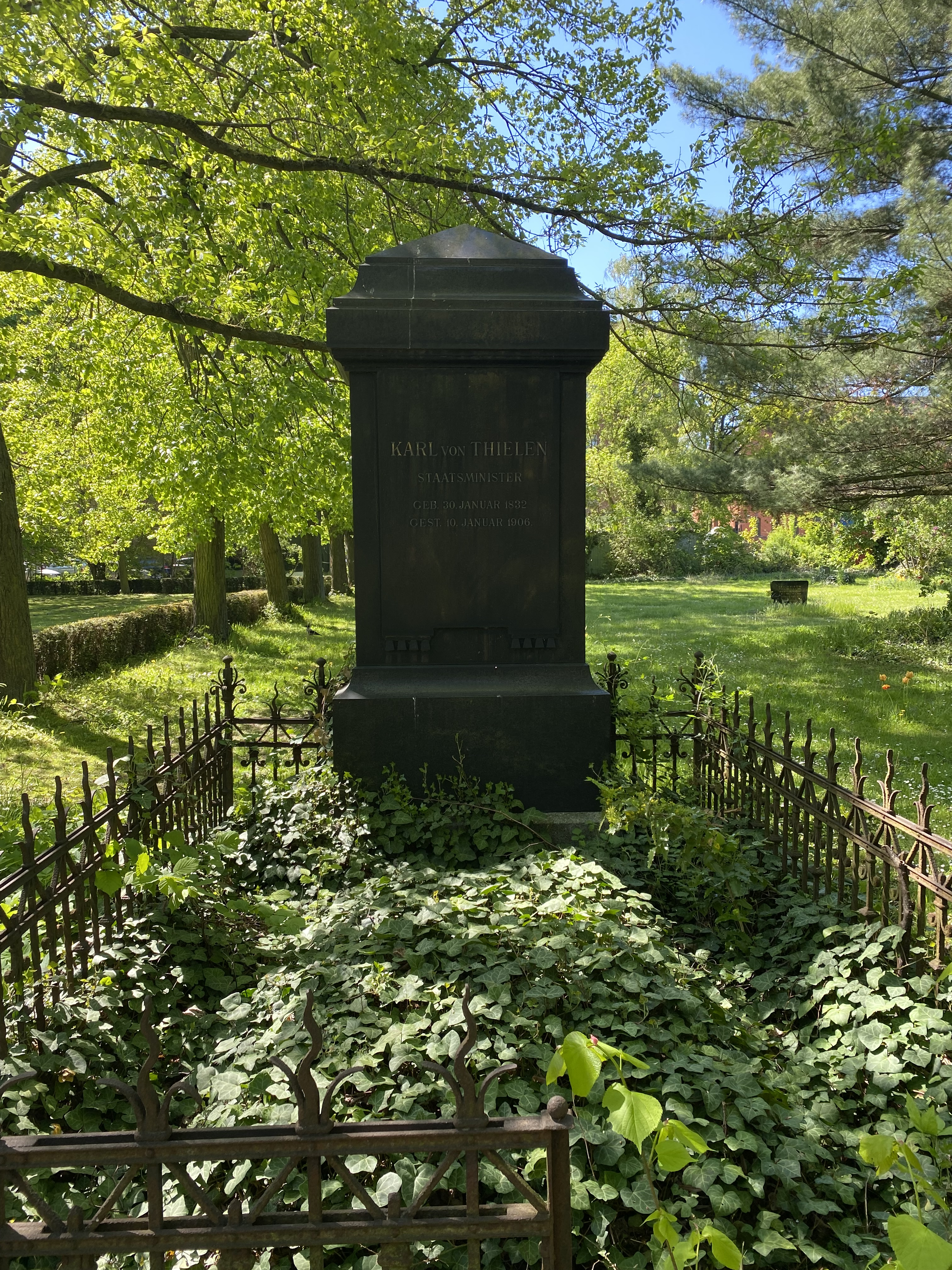
Grab auf dem Dreifaltigkeitskirchhof II

Nach dem Studium der Rechtswissenschaften an der Rheinischen Friedrich-Wilhelms-Universität Bonn, wo er im Sommersemester 1853 der Bonner Burschenschaft Frankonia beitrat, und dem anschließenden Vorbereitungsdienst wurde Karl Thielen 1860 Regierungsassessor in Koblenz und Arnsberg. In der Zeit von 1861 bis 1863 war Thielen in Vertretung des mehrfach beurlaubten Julius von Oven kommissarischer Landrat des Kreises Wittgenstein. Danach trat er 1864 bei der Eisenbahndirektion Saarbrücken in die preußische Eisenbahnverwaltung ein. 1865 wurde er Hilfsarbeiter im preußischen Handelsministerium, 1866 Mitglied der Eisenbahndirektion Breslau, aus der er 1867 ausschied, um als Direktionsmitglied in die Rheinische Eisenbahngesellschaft einzutreten. Nach deren Verstaatlichung wurde er 1881 Präsident der Königlichen Eisenbahndirektion Elberfeld (Nachfolgerin der verstaatlichten Bergisch-Märkischen Eisenbahngesellschaft) und 1887 Präsident der Eisenbahndirektion Hannover.
Nach dem Rücktritt von Albert von Maybach wurde Thielen am 20. Juni 1891 Minister der öffentlichen Arbeiten, ab 5. Juli 1891 auch Chef des Reichsamts für die Verwaltung der Reichseisenbahnen in Elsaß-Lothringen; er blieb in beiden Ämtern bis zum 23. Juni 1902 und wurde gelegentlich auch als „Eisenbahnminister“ bezeichnet. Gegenüber seinen Vorgängern in diesem Amt hatte von Thielen vor allem hinsichtlich der Tarifgestaltung erheblich beschnittene Kompetenzen. Am 5. Januar 1900 erließ er neue Bestimmungen über die Dienst- und Ruhezeiten der Eisenbahnbetriebsbeamten. So soll die Dauer der täglichen Dienstschicht des Zugbegleitpersonals und der Lokomotivführer 16 Stunden nicht mehr überschreiten dürfen, auch wenn längere Pausen gemacht werden.
Unter seiner Verwaltung gab es in allen Zweigen des preußischen Staatsbahnwesens große Fortschritte. Durch Erlass des Kleinbahngesetzes 1892 wurde der Ausbau des Eisenbahnnetzes wesentlich gefördert. Thielens Verdienst war die Neuordnung der Staatseisenbahnverwaltung im Jahr 1895. Das Staatsbahnnetz wurde neben dem Erwerb einiger Privatbahnen vor allem durch die Gründung der Preußisch-Hessischen Eisenbahngemeinschaft 1896 erweitert, die mit der Verstaatlichung der Hessischen Ludwigsbahn einherging und die auch weitere, bisher staatlich betriebene Strecken aufnahm.

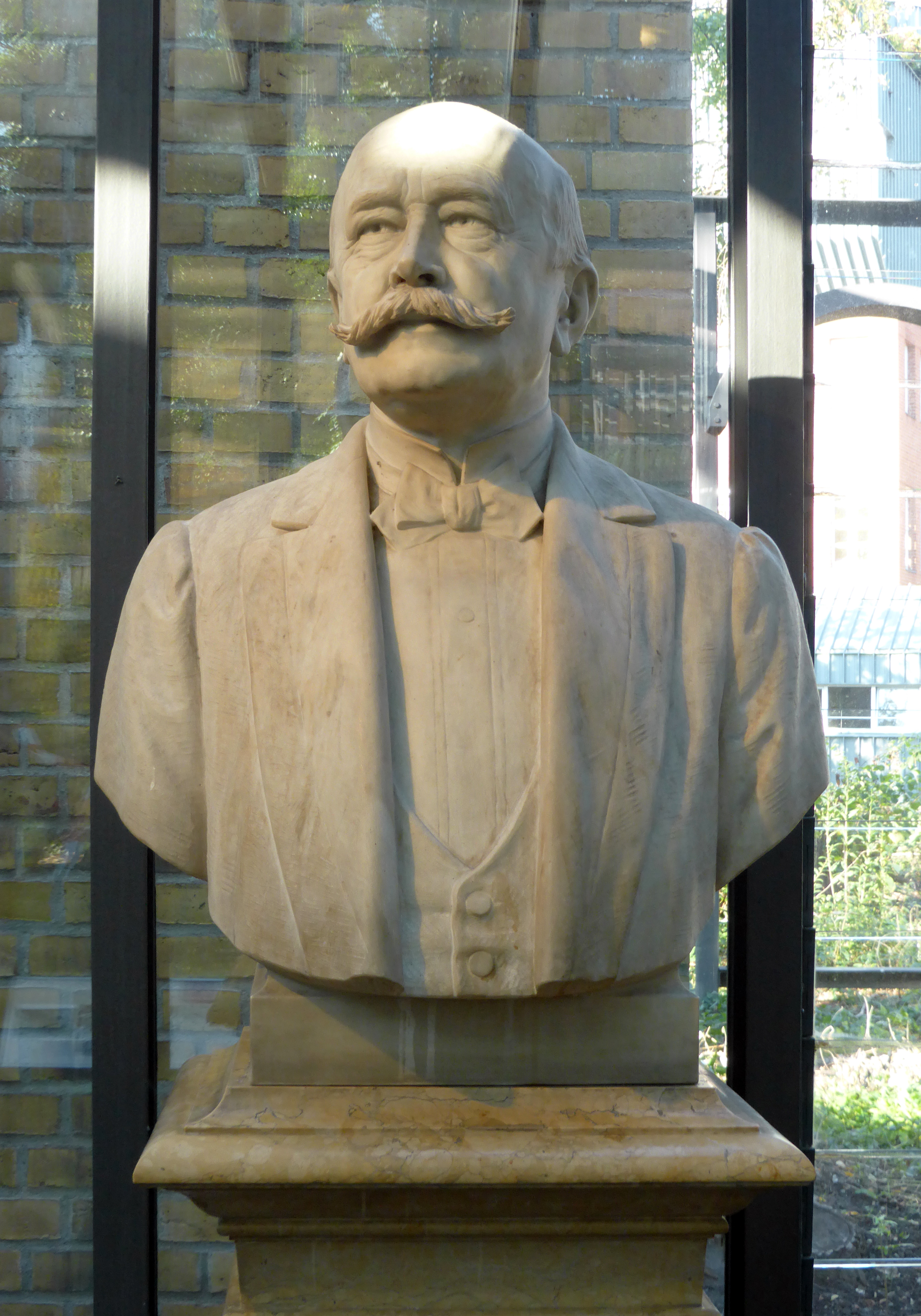
Karl von Thielen, Büste von Martin Goetze

Zahlreiche Verbesserungen im Personenverkehr, darunter die Durchgangszüge, und in den Personentarifen (die 45-tägigen Rückfahrkarten) wurden von ihm eingeführt. Seine Pläne zum Ausbau des Wasserstraßennetzes (Mittellandkanal) scheiterten jedoch.
In dieser Eigenschaft war er am 31. Mai 1895 zur Grundsteinlegung des Elbe-Trave-Kanals mit anderen in Lübeck. Nach den Schlägen mit dem silbernen Hammer durch den Staatsminister Johannes von Miquel schlug in der Zeremonie Thielen gefolgt vom kommandierenden Admiral Eduard von Knorr den Granitstein.
An der Eröffnungsfahrt der neuen Berliner Hochbahn – später U-Bahn – nahm er am 15. Februar 1902 zusammen mit mehreren anderen preußischen Ministern teil, weshalb diese Fahrt auch „Ministerfahrt“ genannt wurde (siehe auch Geschichte der Berliner U-Bahn: Erste Bauphase).
Zwischen 1903 und 1906 war von Thielen Mitglied im ersten Aufsichtsrat der Fried. Krupp AG sowie Inhaber einer Aktie und somit einer von nur fünf Aktionären dieses Unternehmens. Deshalb wurde in Essen-Holsterhausen der Thielenplatz nach ihm benannt. Von Thielen starb im Alter von 73 Jahren am 10. Januar 1906 in seiner Wohnung im Haus Kurfürstenstraße 114 an einer Lungenentzündung.

## Ehrungen, Sonstiges
- 1. Januar 1900: Erhebung in den erblichen Adelsstand[16]
- 23. Juni 1902: Verleihung des preußischen Schwarzen Adlerordens anlässlich seiner Pensionierung durch Kaiser Wilhelm II.[2]
- Nach ihm wurde die Thielenbrücke zwischen den heutigen Berliner Bezirken Friedrichshain-Kreuzberg und Neukölln benannt.
- Die Karl-von-Thielen-Brücke in Hamburg und eine Straße im Stadtteil Wilhelmsburg tragen seinen Namen.
- In Bremen-Findorff, in Halle (Saale) und in Köln-Ehrenfeld sind Straßen nach ihm benannt.
- Er liegt auf dem Friedhof II der Dreifaltigkeitsgemeinde in Berlin begraben, die Grabstätte befindet sich im Feld G.